# 植野村 (愛知県)
植野村（うえのむら）は、愛知県渥美郡にかつてあった村である。
現在の豊橋市の一部に該当する。
村名は、前身となった村から一文字ずつとった、合成地名である。

## 歴史
- 1878年（明治11年） -
  - 野依村、仏餉村、切反ヶ谷村が合併し、野依村となる。
  - 東植田村、西植田村、津田新田が合併し、植田村となる。
- 1889年（明治22年）10月1日 - 植田村、野依村が合併し、植野村が発足。
- 1891年（明治24年）11月10日 - 植田村と野依村に分立し、廃止。